# Metoposauroïdeus
Els metoposauroïdeus (Metoposauroidea) constitueixen una superfamília de tetràpodes temnospòndils extints, van viure des del Triàsic mitjà fins al Triàsic superior en el que avui en dia és Nord-amèrica, Europa i el nord d'Àfrica. Els metoposauroïdeus mostraven una marcada convergència evolutiva amb els membres del clade dels mastodonsauroïdeus.